# Strada statale 459 di Parabita
La ex strada statale 459 di Parabita (SS 459), ora strada provinciale 361 di Parabita (SP 361), è una strada provinciale italiana che collega la località interna di Maglie con la costa salentina.

## Percorso
La strada ha inizio nel centro abitato di Maglie dall'innesto con la ex strada statale 497 di Maglie e di Santa Cesarea Terme. Il tracciato verte verso sud-ovest, incrociando la ex strada statale 476 di Galatina e giungendo a Collepasso. Da qui la strada prosegue verso ovest, evitando in variante il centro abitato di Parabita da cui prende il nome.
Proseguendo verso ovest, tocca Alezio ed arriva a Gallipoli dopo aver incrociato la strada statale 101 Salentina di Gallipoli.
In seguito al decreto legislativo n. 112 del 1998, dal 2001 la gestione è passata dall'ANAS alla Regione Puglia, che ha provveduto al trasferimento dell'infrastruttura al demanio della Provincia di Lecce.